# Natuurlijmtoepassingen
Lijmtoepassingen die in de natuur voorkomen zijn aanwezig bij spinnen, mosselen en in het speeksel van dieren.

## Spinnen

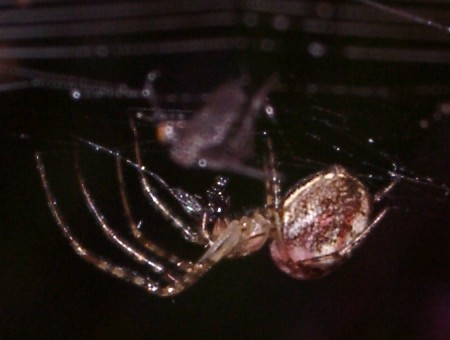
Kruisspin, Araneus diadematus.

Spinnen gebruiken draden voorzien van lijm om hun spinnenweb te spinnen. Ook zijn er spinnen die, om hun prooi te vangen, "schieten" met lijmdraden.
Het hoofdbestanddeel van de lijm is pyrrolidine.
Pyrrolidines komen in vele vormen voor (kleurstof en plantengif) en is sterk hygroscopisch (wateraantrekkend).
Opgesloten in barnsteen van 130 miljoen jaar oud heeft Samuel Zschokke (universiteit van Bazel) een spindraad met daarop een lijmdruppel gevonden.

## Mosselen
Mosselen verankeren zich, om te voorkomen dat ze wegdrijven, met byssusdraden (lijmeiwit) aan de ondergrond. Deze byssusdraden zijn gemaakt van eiwitten welke bestaan uit lange ketens van aminozuren. Ze worden als een kleverig goedje uitgescheiden door de voetklier. Deze voetklier kan verschillende eiwitten produceren. Elk eiwit heeft een specifieke functie. Na enige tijd verharden de byssusdraden, ze worden dan taai en elastisch. Een mossel kan zichzelf, om een nieuwe hechtplaats te zoeken, losmaken. De mossel absorbeert dan de byssusdraden.
Hoe lijmproces van mosselen is een populair onderwerp in de wetenschap. Het lijmproces van de mossel bestaat uit de volgende fases: het voorbehandelen van het substraat, het produceren van de lijm, het (uit)reageren van de lijm en het weer absorberen van de lijm. De mossellijm hecht op de metaalionen van een oppervlak. De lijm hecht niet op een super glad (teflon) oppervlak.
De eiwitten die de mossel gebruikt zijn genummerd van 1 tot 6.
Mfp-1 (Mussel foot protein) is het eerste, in 1981 door Haemers, ontdekte eiwit. Voornamelijk Mfp-3, 5 en 6 zorgen samen voor de adhesie (cross-links).

## Speeksel

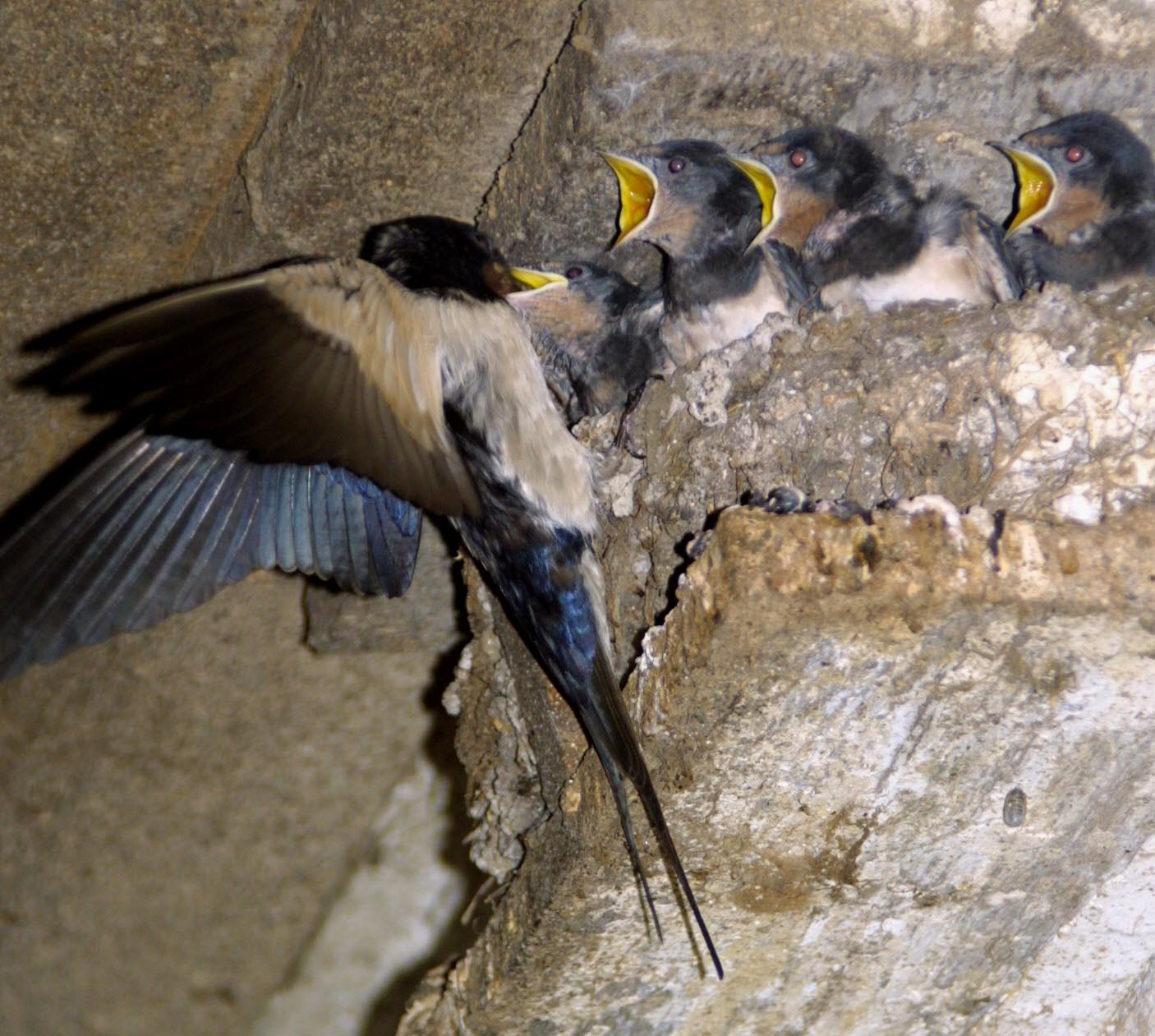
Met speeksel gemetseld nest van de boerenzwaluw

Veel dieren gebruiken hun speeksel als lijm bij het bouwen van hun nest. De meeste zwaluwen bouwen hun nest in de vorm van een halfvormige kom met een ingang aan de bovenzijde. Het nest wordt gemetseld met vochtige aarde en speeksel en verstevigd met halmen en haar. De binnenkant wordt gevoerd met veren en haartjes.
Wespen kauwen op hout waardoor ze met behulp van speeksel het omzetten tot een papierpulp. Met deze papierpulp bouwen ze een nest.
Kinderen gebruiken bij het pijltjesschietspel speeksel om de opgerolde papieren in de vorm van een pijlpunt vast te lijmen.
Speeksel is een vloeistof die in de mond (of bek) aangemaakt wordt door de speekselklieren. De vloeistof bestaat uit slijm waarin zich verschillende enzymen op eiwitbasis bevinden.